# پایگاه هوایی باگرووو
پایگاه هوایی باگرووو (به انگلیسی: Bagerovo Air Base) (به اوکراینی: Багерове авіабаза) یک فرودگاه نظامی است که یک باند فرود بتن دارد و طول باند آن ۳۵۰۰ متر است. این فرودگاه در کشور اوکراین قرار دارد و در ارتفاع ۱۱۵ متری از سطح دریا واقع شده‌است.